# Affaire Maillé

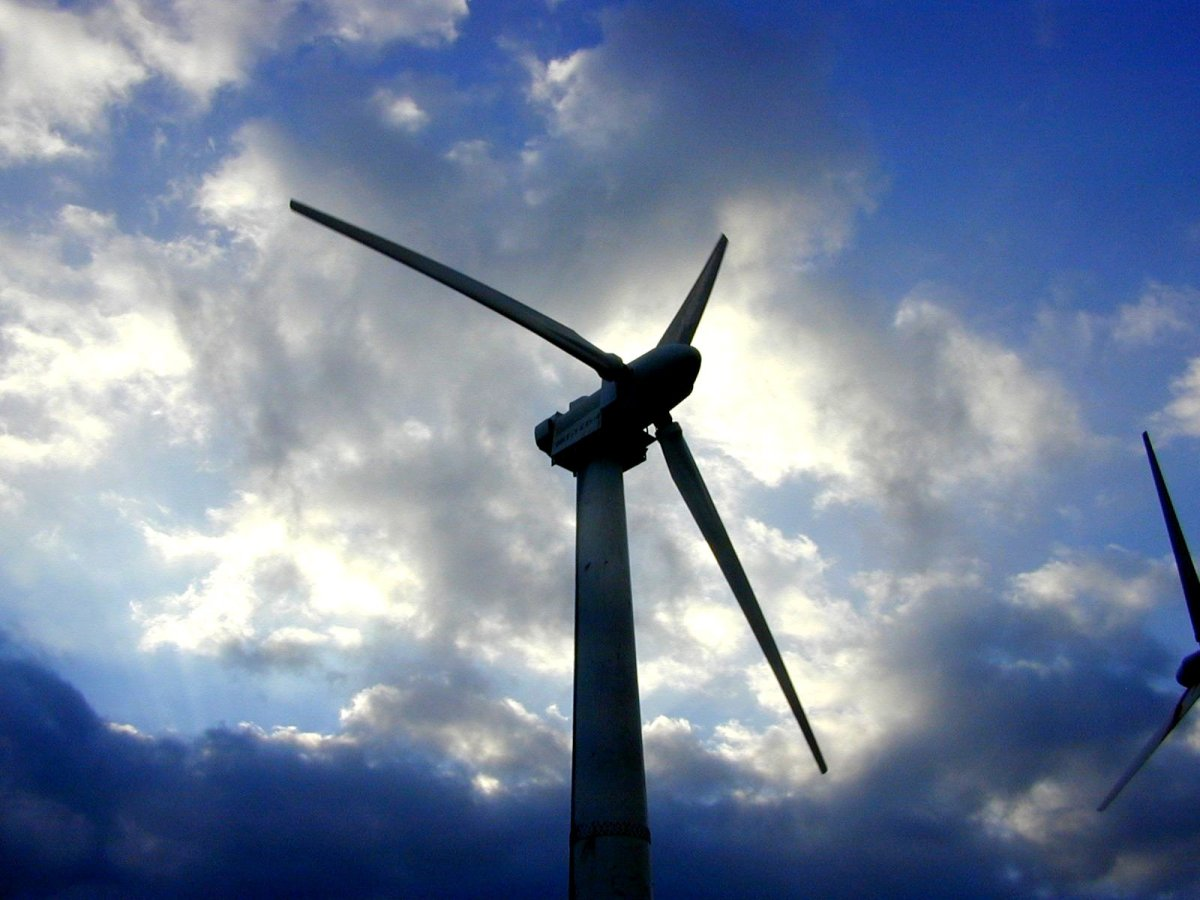
En justice, l'Éoliennes de L'Érable demande à Marie-Ève Maillé ses sources.

Pour les articles homonymes, voir Maillé.
L'affaire Maillé concerne un jugement de la Cour supérieure du Québec de 2016 qui contraint une chercheuse, Marie-Ève Maillé, à remettre ses données à une entreprise. Ceci permet notamment d'identifier les participants interrogés, brisant ainsi l'engagement de confidentialité assuré. La scientifique, dont les recherches se font dans le cadre de l'Université du Québec à Montréal (UQAM), refuse de se conformer à l'ordonnance par éthique. Cela l'expose à être poursuivie pour outrage au tribunal. Finalement à la suite d'un dernier jugement elle obtient gain de cause.
La situation a valu des prises de positions très vives. Si initialement l'Université du Québec à Montréal n'a pas défendu son étudiante, dès que le sujet a été connu, les milieux scientifiques, journalistiques et même gouvernementaux ont signifié leur désaccord avec la décision judiciaire initiale au titre d'une éthique bafouée.

## Implantation d'éoliennes
À la suite d'un appel d'offres lancé en 2005 par Hydro-Québec, l'entreprise Enerfín présente un projet de parc éolien dans la municipalité régionale de comté (MRC) de L'Érable. Elle est choisie. Enerfín est une filiale de la compagnie Elecnor (es), une société anonyme espagnole. En 2008, Enerfín crée la filiale Éoliennes de L'Érable pour développer le projet[source insuffisante].
Le projet de parc éolien crée un « clivage dans la communauté », entre les partisans et les opposants, ainsi que cela est mentionné dans le mémoire présenté par la MRC de L'Érable au Bureau d'audiences publiques sur l'environnement (BAPE). Dans son rapport de mars 2010, le BAPE souligne aussi la « détérioration du climat social » mise en évidence par des dizaines de mémoires qui lui sont présentés. Malgré les tensions, le projet est autorisé et la construction du parc s'amorce en 2011. Le parc est en exploitation depuis novembre 2013.

## Étude de l'incidence sociale
En 2010, Marie-Ève Maillé s'entretient avec des résidents de la MRC de L'Érable dans le cadre de ses recherches. Elle est alors étudiante au doctorat en communication à l'Université du Québec à Montréal (UQAM). Sa thèse porte sur la diffusion de l’information entourant le projet éolien et sur la division sociale qu’a entraîné le conflit lié à ce projet. Dans ce contexte, elle rencontre 93 personnes, dont 74 opposées au projet et 14 partisanes du projet de parc éolien, qu'elle soumet à des entrevues. À titre de chercheuse, elle s'engage à protéger l’identité de ces personnes et la confidentialité de leurs données. Cet engagement est consigné dans un formulaire de consentement à la recherche, signé par la chercheuse et chacune des personnes participantes avant de procéder à l’entrevue. Marie-Ève Maillé obtient son doctorat de l’UQAM en 2012.

## Procès
En novembre 2012, des résidents déposent une requête de recours collectif contre l'entreprise Éoliennes de L'Érable, se plaignant des désagréments causés par la construction et l'activité des éoliennes. En 2014, la Cour supérieure du Québec accepte la requête. En 2015, les citoyens faisant partie du recours collectif demandent à Maillé de témoigner au procès à titre de témoin expert, demande qu'elle accepte. 
Les avocats de l'entreprise Éoliennes de L'Érable  déposent alors une requête pour obtenir, dans le but de préparer leur défense, les enregistrements d'entrevues effectués par Maillé pour ses recherches, accompagnés des noms des individus interrogés. En janvier 2016, le juge Marc Saint-Pierre accepte la requête de l'entreprise et ordonne à la chercheuse de transmettre aux avocats de l'entreprise toutes les données brutes de son doctorat, incluant l'identité des individus rencontrés pour entrevue. Or, l'anonymat de ces derniers était une condition à leur participation à l'étude, comme c'est généralement le cas pour les recherches universitaires impliquant des êtres humains. En effet, par souci d'éthique, le respect de la vie privée et la confidentialité doivent être garantis aux participants tout en les prévenants . Pour éviter d'avoir à se plier à l'ordonnance, Maillé revient sur sa décision; elle ne témoignera pas comme experte dans le cadre du recours collectif contre le projet d'éoliennes de l'Érable. 
En mars 2016, Maillé reçoit une mise en demeure lui demandant de fournir les informations demandées sous cinq jours, malgré le fait qu'elle ait annoncé qu'elle ne sera pas témoin experte. Elle ne fournit pas les documents. En mai de la même année, Éoliennes de L'Érable lui envoie une citation à comparaître le 30 juin pour remettre les documents demandés. Maillé demande au juge Saint-Pierre de rétracter son jugement émis janvier. Si celui-ci maintient son ordonnance, la chercheuse devra soit briser l'entente de confidentialité qu'elle a avec les participants à ses recherches, soit s'exposer à des poursuites pour outrage au tribunal. 
Le 25 novembre 2016, l’Université du Québec à Montréal (UQAM) dépose devant la Cour, conjointement avec les Fonds de recherche du Québec - Nature et technologie, les Fonds de recherche du Québec – Santé et les Fonds de recherche du Québec - Société et culture, un acte d'intervention volontaire. Ils visent ainsi à appuyer Maillé dans sa démarche pour faire annuler l'ordonnance du juge Saint-Pierre.
Le 17 mai 2017, Marie-Ève Maillé se présente au palais de justice de Victoriaville. Accompagnée d'avocats de l'UQAM, des Fonds de recherche du Québec et de l'Association canadienne des professeures et professeurs d'université, elle souhaite faire revenir le juge Saint-Pierre sur sa décision. Sont notamment invoqués l'engagement de confidentialité entre la chercheuse et les participants à ses recherches et les critères de Wigmore. Le jugement est rendu le 31 mai 2017, en faveur de la chercheuse. En effet, le juge Saint-Pierre rétracte son précédent jugement qui forçait Maillé à divulguer ses données brutes, et casse la citation à comparaître que les avocats de l'entreprise Éoliennes de L'Érable avaient obtenue.

## Positions

### Position première de l’UQÀM
Initialement Maillé ne trouve aucun soutien auprès de l’Université du Québec à Montréal (UQAM) à laquelle elle est rattachée lors de sa thèse. Celle-ci lui signifie : « vous êtes la titulaire des droits de propriété intellectuelle de votre thèse incluant notamment vos données de recherche. Ces données de recherche n'appartiennent pas à l'Université. » Elle estime que Maillé « a agi seule, de manière unilatérale et volontairement dans sa décision d'être témoin expert. »
Néanmoins le secrétariat de la Conduite responsable de la recherche rappelle que, pour un établissement, l'absence de soutien à un chercheur qui souhaite protéger ses sources humaines met en risque l'éligibilité aux Fonds de recherche du Québec.

### La communauté scientifique
Des scientifiques estiment que les enjeux moraux de cette situation sont importants, en conséquence ils signifient personnellement et collectivement leur appui à  Maillé. En juillet 2016[réf. nécessaire], les Fonds de recherche du Québec interviennent dans le dossier pour faire valoir l’intérêt supérieur de la recherche. En août, deux déclarations sont ajoutées au dossier de l'affaire Maillé. D'abord, celle du scientifique en chef du Québec, Rémi Quirion, qui affirme que le projet de doctorat de  Maillé n'aurait jamais été financé sans garantie d'anonymat pour les participants. Ensuite, celle de la directrice générale du secrétariat de la Conduite responsable de la recherche, Susan V. Zimmerman, qui souligne qu'il est du devoir des chercheurs de garantir la confidentialité des informations qu'on leur confie. Le 2 novembre 2016, l’ Association canadienne des professeures et professeurs d’université (en) se dit préoccupée par l'ordonnance de la Cour obligeant la divulgation de l'identité des participants aux recherche de Maillé. Le lendemain, une lettre cosignée par plus de 200 chercheurs d'institutions québécoises est publiée. Pour les auteurs, la confidentialité des données des participants aux études scientifiques est un « aspect incontournable de la recherche universitaire impliquant des êtres humains. » Ils écrivent que « l’avenir de la recherche scientifique et la confiance des citoyens dans les processus de recherche universitaire dépendent de l’issue de cette affaire ». Quelques jours plus tard, le vice-recteur associé à la recherche, à la découverte, à la création et à l’innovation à l'Université de Montréal réitère l'importance du respect de la vie privée des participants aux recherches, qui est « un élément clé de l’éthique de la recherche avec des participants humains. » Dans le même élan, les chercheurs du Groupe de recherche interdisciplinaire sur le développement régional, de l'est du Québec à l'Université du Québec à Rimouski soulignent que faire fi de la protection des renseignements confiés dans un cadre de recherche risque de « décourager les citoyens de répondre aux sollicitations et aux questions des chercheurs et limiter du même coup l’accès de ces derniers à des données de première main, essentielles à une compréhension fine des réalités sociales. »
L'affaire est ensuite reprise sur un blog de jeunes étudiants proches de l'Association canadienne des libertés civiles, par le site web de la revue scientifique Science et dans le bulletin de la Fédération québécoise des professeures et professeurs d’université (FQPPU).
Pour sa part, en 2018, Marie-Ève Maillé publie un ouvrage et en précise l'objet : « c'est dans l’espoir de mieux outiller le milieu de la recherche scientifique, et surtout ces jeunes chercheuses et chercheurs que la précarité rend d’autant plus vulnérables à ce genre d’attaques, que je rédige cet essai. Pour garder une trace de la bataille que j’ai menée. »

#### Sources primaires
- Marie-Ève Maillé (préf. Yves Gingras, postface Bogdan Catanu), L'affaire Maillé : l'éthique de la recherche devant les tribunaux, Montréal, Écosociété, coll. « Parcours », 2018, 192 p., 22 cm (ISBN 978-2- 8971-9459-8).